# Mus caroli
Mus caroli es una especie de roedor de la familia Muridae.

## Distribución geográfica
Se encuentra en Camboya, China, Indonesia, Japón, Laos, Malasia, Taiwán, Tailandia, y  Vietnam.